# Radya Yeroshina
Radya Yeroshina (n. 17 septembrie 1930, Ijevsk, RSFS Rusă, URSS – d. 23 septembrie 2012) a fost o schioară de fond ce a reprezentat Uniunea Republicilor Sovietice Socialiste, medaliată olimpică. A participat la 2 ediții ale Jocurilor Olimpice (1956, 1960) în care a câștigat 3 medalii de argint și o medalie de bronz.